# Rasmus Berthelsen
Rasmus Storm Josva Berthel "Kíkîk" Berthelsen (*10. července 1827 Sisimiut – 4. ledna 1901 Nuuk) byl grónský pedagog, spisovatel, básník, katecheta, kazatel, xylograf, tiskař, redaktor, překladatel a skladatel.

## Životopis
Rasmus Berthelsen se narodil ve fjordu Amerloq na palubě lodi Umiaq, když byli jeho rodiče na lovu. Jeho otcem byl lovec sobů a tuleňů Jens Christian Berthelsen (1799–1868) a matkou Esther Sophia Kleistová (1798–1855). Prostřednictvím svého otce byl pravnukem misionáře Berthela Laersena (1722–1782) a vnukem jeho syna Frederika Berthelsena (1750–1828). Když jeho otec novorozeného chlapce uviděl, vyděsil se jeho ošklivosti a vykřikl „Kikîk“, česky „Fuj!“, což dalo vzniknout Rasmusově přezdívce, která mu zůstala po celý život.
Vyrůstal v rodině lovce, ale v deseti letech byl dán k tetě, manželce misionáře v Sisimiutu, kde od té doby vyrůstal. Už uměl číst a psát. Jeho strýc v něm probudil zájem dozvědět se více o křesťanství. Nakonec ho vyučoval pastor Erik Adolf Wandall a po jeho jmenování misionářem jeho nástupce Carl Junius Optatus Steenberg. Do Dánska ho odvezl inspektor Carl Peter Holbøll, který ho dále vyučoval. Ačkoli Rasmusův otec chtěl, aby se jeho syn stal lovcem sobů jako on, správce kolonie a pozdější inspektor Jørgen Nielsen Møller ho dokázal přesvědčit, aby Rasmus odjel do Dánska a mohl se stát učitelem podle svého přání. V létě 1843 odplul na šest týdnů do Kodaně na lodi Titus.
Poté učil v Amageru a po nějaké době měl přejít na učitelskou školu ve Skårupu v kraji Svendborg. Zároveň však nový ředitel Královské grónské obchodní společnosti, soudní rada Schwendsen, zakázal Gróňanům navštěvovat dánské semináře. Proto se v roce 1847 neochotně vrátil do Grónska, kde nastoupil do právě otevřeného Grónského semináře v Nuuku. V roce 1849, po zhruba ročním vzdělávání, byl prvním absolventem semináře, který absolvoval s nejlepším prospěchem. O dva roky později byl v témže semináři zaměstnán jako asistent pedagoga. Již v roce 1847 mu Hinrich Johannes Rink nabídl místo asistenta v Kangamiutu, ale Rasmus odmítl, protože „blázen“, jak ho Rink tehdy nazval, chtěl pokračovat jako učitel.
Po celý život zůstal učitelem v semináři a měl tak velký vliv na výuku v Grónsku. Byl také kazatelem v kolonii a vedoucím katechetou. Když Rink v roce 1857 otevřel v Nuuku tiskárnu, začal v ní pracovat i Rasmus Berthelsen. Mimo jiné se podílel na překladu grónských ság. V roce 1861 se stal prvním redaktorem časopisu Atuagagdliutit. V roce 1873 ho vystřídal Lars Møller.
Rasmus Berthelsen je znám především jako básník, přesněji jako největší grónský básník své doby, který byl v roce 1897 jmenován rytířem řádu Dannebrog. Jeho nejvýznamnějším dílem je tradiční vánoční koleda Guuterput, jíž složil text a melodii.

## Rodina
Rasmus Berthelsen byl třikrát ženatý. Poprvé se oženil 2. července 1848 v Qeqertarsuatsiaatu s Ane Sofií Berglundovou (1829–1878), dcerou dělníka Jonase Siverta Berglunda a jeho ženy Ane Sofie. Z tohoto manželství se narodily tyto děti:
- Maline Katrine Lovise Sara Berthelsen (* 15. června 1849, Nuuk – † 6. července 1849 tamtéž)
- Maline Catrine Lovise Birgithe Berthelsen (* 25. května 1850, Nuuk)
- Tobias Vittus Elias Jørgen Berthelsen (nar. 31. srpna 1852, Nuuk)
- Erneĸ Jens Lars Johan Berthelsen (* 5. února 1855, Nuuk – 11. července 1889, Uummannaq), manžel Laury Johanne Frederikke Holmové (†1861)[10]
- Mikias Jacob Christian Boas Berthelsen (* 17. října 1857, Nuuk)
- Helene Berthelsen (* 15. března 1860, Nuuk – 8. března 1860 tamtéž)
- Sivert Jacob Augustinus Berthelsen (* 8. února 1861, Nuuk)
- Ane Sophie Helene Berthelsen (* 8. března 1864, Nuuk – 27. října 1864 tamtéž)
- Ane Sophie Frederikke Berthelsen (* 2. srpna 1865, Nuuk)
- Birthe Christence Bodil Berthelsen (nar. 16. srpna 1868, Nuuk)
- Kirsten Margrethe Susanne Berthelsen (* 3. června 1873, Nuuk)[11]

Po smrti své první ženy se 10. srpna 1879 , Nuuk oženil s Esther Ane Karen Juliane Lyngeovou (1845–1880), dcerou truhláře Marcuse Nissena Myhlenforta Lyngeho a Sophie Abigael Kreutzmannové, sestry malíře Jense Kreutzmanna (1828–1899). Poté, co jeho druhá žena po několika měsících zemřela při porodu mrtvého syna 20. března 1880, oženil se potřetí 17. října 1880 v Nuuku se Sarou Gjertrud Louise Poulsenovou (1842–?), dcerou lovce tuleňů Josvy Ludviga Poulsena a Elisabeth Ingeborg. Porodila mu další dceru:
- Ane Sophia Karen Berthelsen (* 7. února 1882, Nuuk – 4. srpna 1951, Sisimiut), provdaná za Gustava Olsena (1878-1950)

Díky svým dětem má mnoho vnoučat, mezi nimiž jsou i zemští radové Tobias Heilmann (1873–1940), Gerhard Egede (1892-1969) a Hendrik Olsen (1901–1967). Mezi jeho pravnuky patří Christian Berthelsen (1916–2015), Hans Egede Berthelsen (1918–1999), Motzfeldt Hammeken (1922–2009), Lars Svendsen (1926–1975), Aage Hammeken (1934–1986) a Kristian Olsen (1942-2015). Knud Sørensen (1934-2009), Lars-Pele Berthelsen (* 1949) a Per Berthelsen (* 1950) jsou jeho prapravnuci.